# Robert Siodmak
Robert Siodmak (n. 8 august 1900, Dresden, Germania – d. 10 martie 1973, Ascona, Locarno, Elveția) a fost un regizor german de origine iudaică. Este cunoscut ca specialist de thrillere și pentru o serie de filme noir de la Hollywood pe care le-a regizat în jurul anilor 1940.

## Filmografie
- 1929 Menschen am Sonntag
- 1930 Abschied
- 1931 Der Mann, der seinen Mörder Sucht
- 1931 Voruntersuchung
- 1932 Sturme der Leidenschaft
- 1932 Sexul slab (Le Sexe Faible)
- 1932 Quick
- 1933 Brennendes Geheimnis
- 1934 Nicole (La Crise est finie)
- 1935 Viață pariziană (La Vie Parisienne)
- 1937 Cargaisons Blanches (1937)
- 1938 Căpitanul Mollenard (Mollenard)
- 1939 Capcana (Pieges)

- 1941 West Point Widow
- 1942 Zbor de noapte (Fly-by-Night)
- 1942 My Heart Belongs to Daddy
- 1942 The Night Before the Divorce
- 1943 Someone to Remember
- 1943 Son of Dracula
- 1944 Femeia fantomă (Phantom Lady)
- 1944 Cobra Woman
- 1944 Christmas Holiday
- 1945 Suspectul (The Suspect)
- 1945 Uncle Harry
- 1945 Scara în spirală (The Spiral Staircase)
- 1946 Ucigașii (The Killers)
- 1946 The Dark Mirror
- 1947 Time Out of Mind
- 1948 Strigătul orașului (Cry of the City)
- 1948 Răscrucea (Criss Cross)
- 1949 The Great Sinner
- 1949 The File on Thelma Jordon

- 1950 Deported
- 1951 The Whistle at Eaton Falls
- 1952 Piratul roșcat (The Crimson Pirate)
- 1954 Jocul cel mare (Le grand jeu)
- 1955 Șobolanii (Die Ratten)
- 1956 Tatăl meu, actorul (Mein Vater, der Schauspieler)
- 1957 În timpul noapții când venea diavolul (Nachts wenn der Teufel kam)
- 1959 Katia
- 1959 Dorothea Angermann
- 1959 Cel aspru și cel blând (The Rough and the Smooth)

- 1960 Der Schulfreund
- 1961 L'Affaire Nina B.
- 1962 Escape from East Berlin
- 1964 Prințul negru (Der Schut)
- 1964 Der Schatz der Azteken
- 1965 Piramida zeului soare (Die Pyramide der Sonnengottes)
- 1967 Custer of the West
- 1969 Bătălia pentru Roma (Der Kampf um Rom)

## Legături externe
Materiale media legate de Robert Siodmak la Wikimedia Commons
- Robert Siodmak la Internet Movie Database
- Senses of Cinema: Great Directors Critical Database
- Regilexikon Arhivat în 15 iulie 2011, la Wayback Machine.
- Literature on Robert Siodmak
- The File on Robert Siodmak in Hollywood: 1941–1951